# Erasmoneura latiloba
Erasmoneura latiloba är en insektsart som beskrevs av Dmitry A. Dmitriev och Dietrich 2008. Erasmoneura latiloba ingår i släktet Erasmoneura och familjen dvärgstritar. Inga underarter finns listade i Catalogue of Life.